# مشیرفه الساموک
مشیرفه الساموک (به عربی: مشیرفة الساموک) یک روستا در سوریه است که در لاذقیه واقع شده‌است. مشیرفه الساموک ۴٬۰۰۰ نفر جمعیت دارد.